# Ку
Ку, ку – dwuznak cyrylicy.

## Historia
Dwuznak Ку stał się częścią alfabetu kabardyjskiego w 1938 roku, kiedy alfabet ten został zreformowany. Przez pierwsze dwa lata istnienia alfabetu, alfabet nie zawierał dwuznaku Ку.

## Zastosowanie
Dwuznak jest używany w języku adygejskim i kabardyjskim. Dźwiękiem tego dwuznaku jest [kʷ], labializowana spółgłoska zwarta miękkopodniebienna bezdźwięczna.